# Bogumiła Weretka-Bajdor
Bogumiła Weretka-Bajdor – polska instrumentalistka, doktor habilitowany sztuk muzycznych.

## Życiorys
W 1988 r. ukończyła studia instrumentalistyki w Akademii Muzycznej im. Stanisława Moniuszki w Gdańsku, w 2008 r. obroniła pracę doktorską pt. Wybrane problemy faktury fortepianowej oraz rola fortepianu w przedstawionych dziełach polskiej kameralistyki drugiej połowy XIX wieku, której promotorem był prof. Bogdan Kułakowski, w 2017 r. habilitowała się na podstawie pracy zatytułowanej Karol Rathaus - Chamber Music DUX 1347.
Pracuje na stanowisku profesora uczelni w Katedrze Fortepianu i dziekana na Wydziale Instrumentalnym Akademii Muzycznej im. Stanisława Moniuszki w Gdańsku.